# لويس جاي غروس
لويس جاي غروس (بالإنجليزية: Louis J. Gross)‏ هو رياضياتي أمريكي، ولد في 6 يناير 1952 في فيلادلفيا في الولايات المتحدة.